# Восточное (Акмолинская область)
Восточное (каз. Восточное) — упразднённое село в Ерейментауском районе Акмолинской области Казахстана. Входило в состав Изобильненского сельского округа. Исключено из учетных данных в 2001 году.

## Население
По данным переписи 1999 года в селе отсутствовало постоянное население.